# 'Tis So Sweet to Trust in Jesus
 'Tis So Sweet to Trust in Jesus is een christelijke hymne. De muziek is geschreven door William J. Kirkpatrick en de teksten door Louisa M. R. Stead. Er zijn verschillende versies opgenomen van het nummer, waarvan die van Amy Grant de meeste commerciële publiciteit heeft ontvangen. Deze versie werd geproduceerd door Brown Bannister en verscheen op het album Our Hymns.